# Open di Francia 1968
L'Open di Francia 1968, la 67ª edizione degli Open di Francia di tennis, la prima dell'era open, si è svolto sui campi in terra rossa dello Stade Roland Garros di Parigi, Francia, dal 27 maggio al 7 giugno 1968.
Il singolare maschile è stato vinto da Ken Rosewall, che si è imposto su Rod Laver in quattro set col punteggio di 6–3, 6–1, 2–6, 6–2. Il singolare femminile è stato vinto da Nancy Richey, che ha battuto in tre set Ann Haydon Jones. Nel doppio maschile si sono imposti Ken Rosewall e Fred Stolle. Nel doppio femminile hanno trionfato Ann Haydon Jones e Françoise Dürr. Nel doppio misto la vittoria è andata a Françoise Dürr in coppia con Jean-Claude Barclay.

## Seniors

### Singolare maschile
Ken Rosewall ha battuto in finale  Rod Laver con il punteggio di 6–3, 6–1, 2–6, 6–2.

### Singolare femminile
Nancy Richey ha battuto in finale  Ann Haydon Jones con il punteggio di 5–7, 6–4, 6–1.

### Doppio maschile
Ken Rosewall /  Fred Stolle hanno battuto in finale  Roy Emerson /  Rod Laver con il punteggio di 6–3, 6–4, 6–3.

### Doppio Femminile
Françoise Dürr /  Ann Haydon Jones hanno battuto in finale  Rosemary Casals /  Billie Jean King con il punteggio di 7–5, 4–6, 6–4.

### Doppio Misto
Françoise Dürr /  Jean-Claude Barclay hanno battuto in finale  Billie Jean King /  Owen Davidson con il punteggio di 6–1, 6–4.